# Венамо (река)
Вена́мо (исп. Río Venamo, англ. Wenamu River, Venamo River) — правый приток Куюни, представляющий собой пограничную реку между Венесуэлой и Гайаной.
Исток расположен на территории одноимённой горы. Верховье реки, к северу от водопада Кура, и территория Гайаны, прилегающая к нему, образованы горной породой песчаник свиты Рораима с вкраплениями диабаза в виде силла и дайки.
Бо́льшая часть алмазов в районе реки добывается на левом берегу Венамо близ Ла-Лиры и Эль-Тесоро.